# Zawiercie
Zawiercie (AFI: /zaˈvʲɛrt͡ɕɛ; in yiddish זאווירטשע‎?, Zavirtsche; in tedesco Warthenau, nome usato durante l'occupazione nazista, nel periodo 1941-45) è una città della Polonia che nel 2004 registrava 53359 abitanti.
È situata a 300–400 m s.l.m., sulle due sponde del fiume Warta, nell'area settentrionale della Slesia (Śląsk), sull'altopiano di Cracovia-Częstochowa (wyżyna Krakowsko-Częstochowska o Giura polacco). È capoluogo del relativo distretto di Zawiercie. Importante punto di comunicazione ferroviaria, è inoltre un rilevante centro industriale (acciaio, laterizi, cristallo), anche se attualmente sta conoscendo un periodo di crisi. Nel sottosuolo di Zawiercie vi è anche la presenza di piombo, zinco, argento e probabilmente uranio, anche se non sono sfruttati.
La parte più antica della città è Kromołów, un quartiere della cui esistenza si ha notizia già nel 1193. Sino allo scoppio della Seconda guerra mondiale vi era anche una consistente popolazione ebraica (tragicamente sparita in conseguenza dell'Olocausto), di cui permangono alcuni segni (in particolare un cimitero monumentale).
Zawiercie ama presentarsi oggi come la "porta" alla straordinaria natura che è possibile trovare sull'altopiano Cracovia-Czestochowa. Nelle sue vicinanze infine, si trova il castello medievale di Ogrodzieniec.

## Amministrazione

### Gemellaggi
- Ebensee
- Ponte Lambro
- Kam"janec'-Podil's'kyj